# Jean Laviron
Pour les articles homonymes, voir Laviron (homonymie).
Jean Laviron est un réalisateur et scénariste français né le 26 avril 1915 à Paris et mort le 15 février 1987 à Fresneaux-Montchevreuil.

## Filmographie

### Réalisateur
- 1951 : Un amour de parapluie
- 1951 : Descendez, on vous demande
- 1953 : Au diable la vertu
- 1953 : Légère et court vêtue
- 1954 : Soirs de Paris
- 1954 : Votre dévoué Blake
- 1959 : Les Motards
- 1960 : Les Héritiers
- 1962 : L'inspecteur Leclerc enquête (2 épisodes)
- 1965 : Mon filleul et moi
- 1967 : Les créatures du bon Dieu
- 1970 : Ça vous arrivera demain
- 1975 : Erreurs judiciaires, série télévisée
- 1978 : Preuves à l'appui
- 1979 : Par-devant notaire

### Scénariste
- 1950 : Les Derniers jours de Pompéi de Marcel L'Herbier
- 1951 : Descendez, on vous demande
- 1953 : Au diable la vertu
- 1953 : Légère et court vêtue
- 1954 : Soirs de Paris
- 1959 : Les Motards
- 1960 : Les Héritiers
- 1965 : Mon filleul et moi
- 1979 : Par-devant notaire

### Assistant-réalisateur
Sauf indication contraire, les films qui suivent sont réalisés par Marcel L'Herbier.
- 1942 : La Nuit fantastique
- 1943 : L'Honorable Catherine
- 1945 : La vie de bohème
- 1946 : Au petit bonheur
- 1946 : L'Affaire du collier de la reine
- 1948 : La Vie en rose de Jean Faurez
- 1951 : Rome-Paris-Rome (Signori, in carrozza !) de Luigi Zampa